# Lokogohoué
Lokogohoué ist eine Stadt und ein Arrondissement im Departement Couffo im westafrikanischen Staat Benin. Es ist eine Verwaltungseinheit, die der Gerichtsbarkeit der Kommune Dogbo untersteht.

## Demografie und Verwaltung
Gemäß der Volkszählung 2013 des beninischen Statistikamtes INSAE hatte das Arrondissement 10.102 Einwohner, davon waren 4906 männlich und 5196 weiblich.
Von den 65 Dörfern und Quartieren der Kommune Dogbo entfallen acht auf Lokogohoué:
1. Hédjamè
2. Houndromé
3. Hounsa
4. Lokogohoué
5. Midangbé
6. Segba
7. Touléhoudji
8. Véhidji